# Bristol 412
Bristol 412 — лімузин британської компанії Bristol Cars Ltd. 1975–1995 років, який прийшов на заміну моделі Bristol 411. Випускався декількома невеликими серіями з кузовами кабріолет, розробленими міланською компанією Zagato. Перша модель компанії Bristol, жоден конструктивний елемент якої не був пов'язаний з моделями ряду Bristol 400 — Bristol 411. Орієнтовно виготовляли по 10 машин в рік і загалом було продано близько 60 машин.

## Конструкція
Влітку 1970 власник компанії Bristol Ентоні Крук відновив співпрацю з італійською дизайнерською компанією Zagato. Розроблена модель мала певні аналоги у тодішніх автомобілях. Форма кузова була схожою на Lancia Beta Spider, розроблений італійською компанією Pininfarina і завершений у Zagato (1974). За передніми кріслами розмістилась масивна дуга безпеки, яку у відкритих кабріолетах вперше застосували у Triumph Stag (1970), згодом у Lancia Beta Spider, Reliant Scimitar, Opel Kadett C. На перших моделях дверні вікна не мали верхнього металевого обрамлення. Ззаду знаходились невеликі вікна, що у перших моделях відкривались. За дугою безпеки над задніми сидіннями встановлювали м'який дах, Що робило авто у стилі ландо.
Задні ліхтарі, ручки дверей, фари з інтегрованими поворотниками вже застосовувались у інших розробках Zagato. Для герметичного з єднання безрамного скла дверей з кузовом була розроблена автоматична система опускання скла електроприводом при відкритті дверей і підняття після закривання. Також вперше використали систему рейок для кріплення ременів безпеки, що забезпечували безперешкодний доступ до задніх сидінь.

### Bristol 412 S1
Модель Bristol 412 Convertible презентували на початку 1975 року. Вона була дорожчою на 2000 фунтів за модель Bristol 411, але на 7 тисяч дешевшою за кабріолет Rolls-Royce Corniche. У березні 1976 випустили Bristol 412 Convertible Saloon з 8-циліндровим мотором Крайслер з моделі 411 Mk. 5 об'ємом 6,6 літрів. Авто розвивало швидкість 225 км/год. Британське видання «Car and Driver» у червні 1977 писало, що Bristol 412 переважає моделі Ferrari 400, Aston Martin Lagonda.

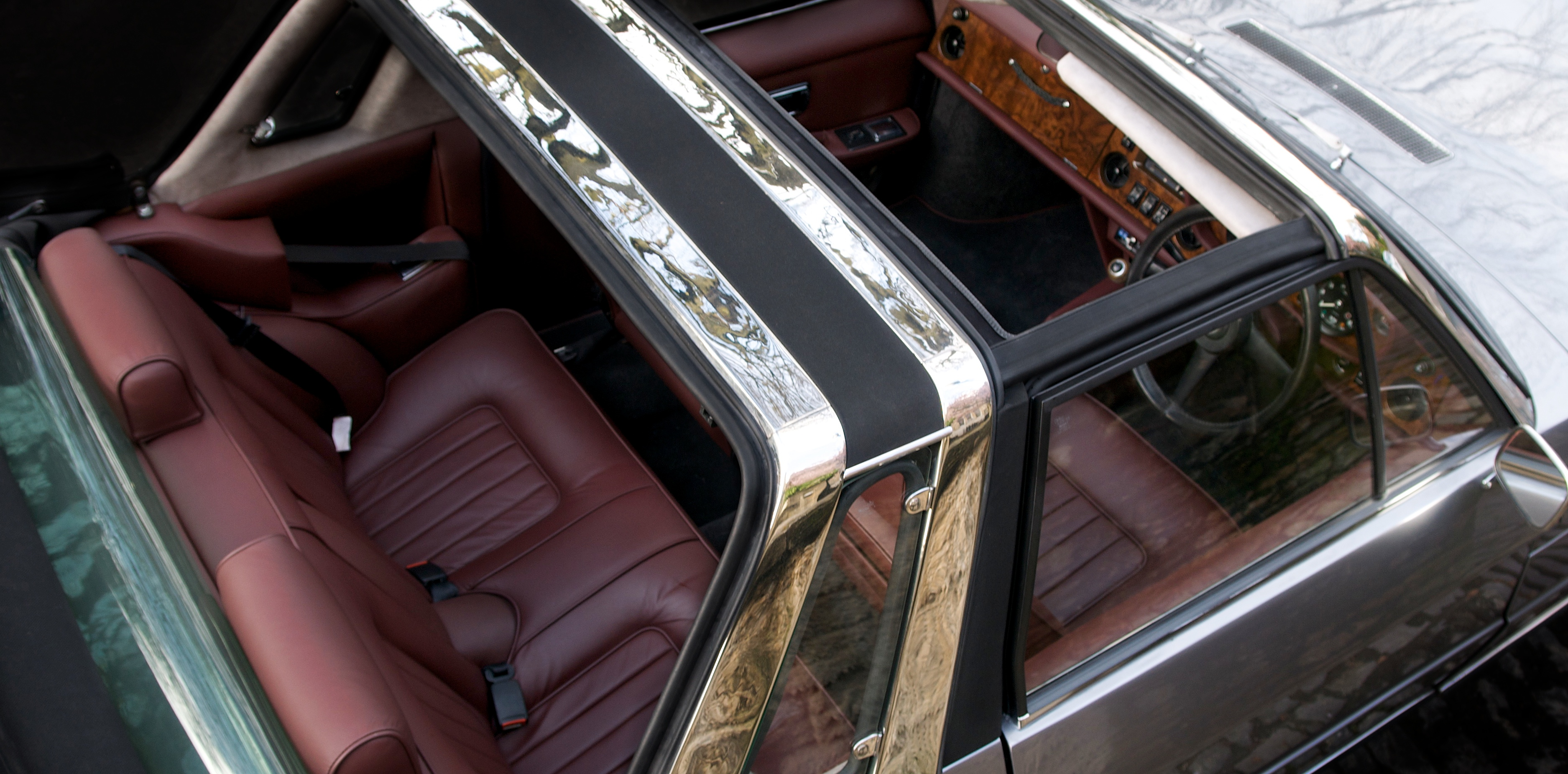
Bristol 412. Дуга безпеки

### Bristol 412 S2
Восени 1977 випустили модель Bristol 412 Convertible Saloon S2 із обрамленими вікнами дверей, завдяки чму відпало питання герметичності закритих дверей. На моделі встановили мотор V8 Chrysler об'ємом 5,9 літрів.

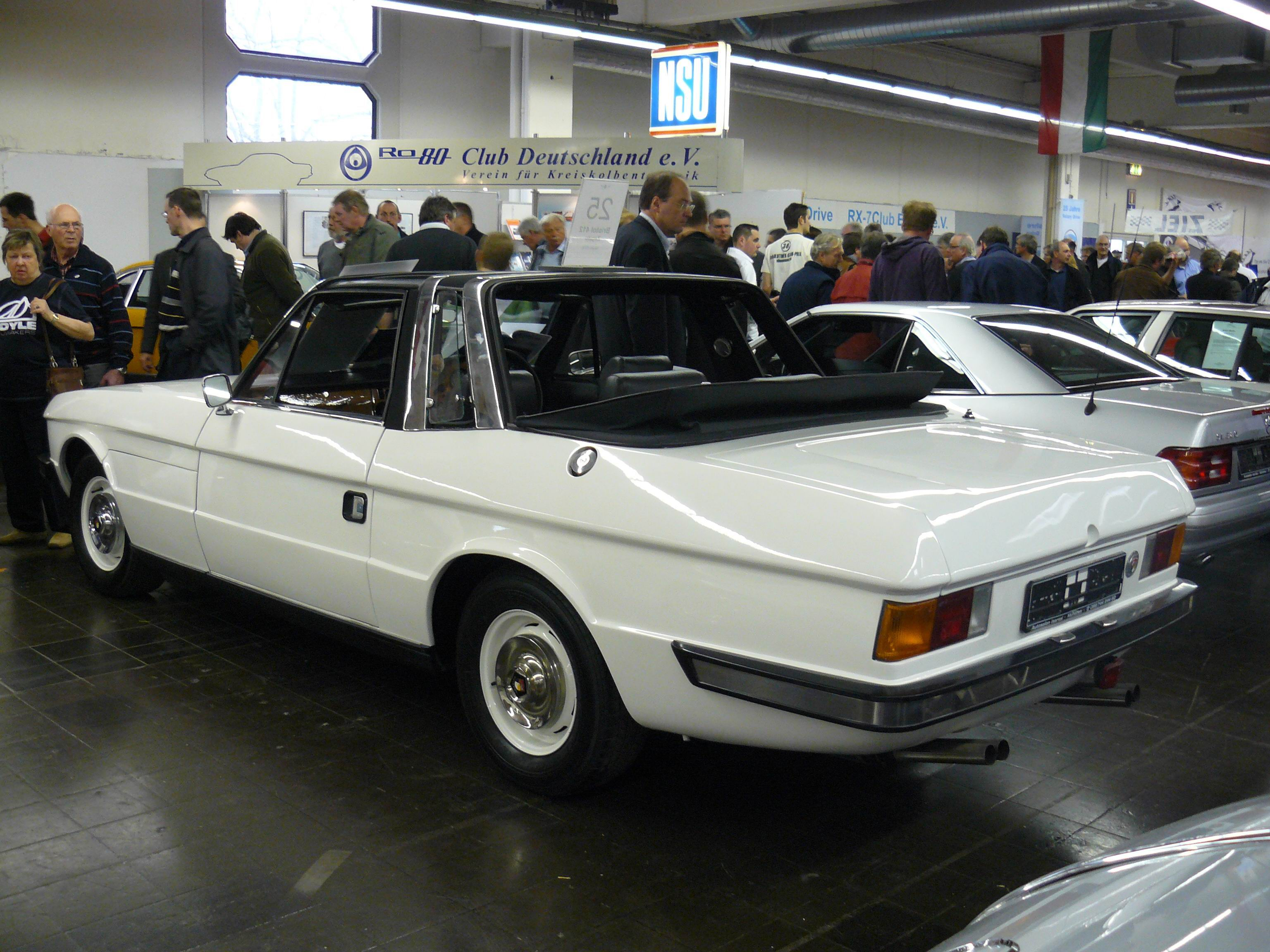
Bristol 412 S2

### Bristol 412 S3 Beaufighter
У січні 1980 презентували модель 412 з турбокомпресором, випередивши на два роки Bentley Mulsanne і ставши першим автомобілем британського виробництва з даною системою.

### Bristol 412 USA
Наприкінці 1980 виготовили дві машини на базі Bristol 412 S2 з лівостороннім кермом, буз турбокомпресора для американського замовника. Їх презентували на Нью-Йоркському автошоу 1980. Але тут їх неможливо було реалізувати через невідповідність технічним вимогам декотрих штатів. Одне авто продали до Канади, до 10 до Швейцарії.